# 954
954 (CMLIV) fue un año común comenzado en domingo del calendario juliano, en vigor en aquella fecha.

## Acontecimientos

### Noviembre
- 12 de noviembre: en la Abadía de Saint-Remi, es coronado el rey Lotario a la edad de 13 años y sucede a su padre el rey Luis IV.

## Nacimientos
- Wang Yi-Ch'eng, poeta chino (f. 1001).
- Ōnakatomi no Sukechika, sacerdote y poeta japonés. (f. 1038).

## Fallecimientos
- 10 de septiembre - Luis IV de Francia.
- Malcolm I, rey de Escocia. (n. 900)